# Campionato mondiale di motocross 2010
Il Campionato mondiale di motocross del 2010 si è disputato su 15 prove tra il 4 aprile e il 12 settembre per la MX1 e la MX2 e su 12 prove tra il 4 aprile e il 5 settembre per la MX3. Per quest'ultima classe era inizialmente prevista un'ulteriore prova in Gran Bretagna che non è stata disputata.
Al termine del campionato, il 26 settembre a Denver in Colorado, si è disputata anche l'edizione annuale del Motocross delle Nazioni, vinto dalla squadra statunitense.

## MX1

### Calendario
| Prova | Data         | Gran Premio                       | Località            | Vincitore gara 1   | Vincitore gara 2   | Vincitore GP       |
| ----- | ------------ | --------------------------------- | ------------------- | ------------------ | ------------------ | ------------------ |
| 1     | 4 aprile     | Gran Premio di Bulgaria           | Sevlievo            | Maximilian Nagl    | Antonio Cairoli    | Maximilian Nagl    |
| 2     | 11 aprile    | Gran Premio di Lombardia          | Mantova             | Clément Desalle    | Antonio Cairoli    | Antonio Cairoli    |
| 3     | 25 aprile    | Gran Premio d'Olanda              | Valkenswaard        | Antonio Cairoli    | Antonio Cairoli    | Antonio Cairoli    |
| 4     | 9 maggio     | Gran Premio del Portogallo        | Águeda              | Maximilian Nagl    | Antonio Cairoli    | Clément Desalle    |
| 5     | 16 maggio    | Gran Premio della Catalunya       | Bellpuig            | Maximilian Nagl    | Tanel Leok         | Tanel Leok         |
| 6     | 30 maggio    | Gran Premio degli USA             | Glen Helen          | Antonio Cairoli    | Ben Townley        | Antonio Cairoli    |
| 7     | 6 giugno     | Gran Premio di Francia            | Saint-Jean-d'Angély | Antonio Cairoli    | David Philippaerts | David Philippaerts |
| 8     | 20 giugno    | Gran Premio di Germania           | Teutschenthal       | Ken De Dycker      | Ken De Dycker      | Ken De Dycker      |
| 9     | 27 giugno    | Gran Premio di Lettonia           | Ķegums              | Clément Desalle    | Antonio Cairoli    | Clément Desalle    |
| 10    | 4 luglio     | Gran Premio di Svezia             | Uddevalla           | Antonio Cairoli    | Antonio Cairoli    | Antonio Cairoli    |
| 11    | 1º agosto    | Gran Premio del Belgio            | Lommel              | Antonio Cairoli    | Antonio Cairoli    | Antonio Cairoli    |
| 12    | 8 agosto     | Gran Premio della Repubblica Ceca | Loket               | Tanel Leok         | Antonio Cairoli    | Antonio Cairoli    |
| 13    | 22 agosto    | Gran Premio del Brasile           | Campo Grande        | David Philippaerts | Antonio Cairoli    | Antonio Cairoli    |
| 14    | 5 settembre  | Gran Premio del Benelux           | Lierop              | Maximilian Nagl    | Antonio Cairoli    | Antonio Cairoli    |
| 15    | 12 settembre | Gran Premio d'Italia              | Fermo               | Steve Ramon        | Clément Desalle    | Clément Desalle    |

### Classifiche finali

#### Piloti
| Pos. | Pilota             | Moto     | Punti |
| ---- | ------------------ | -------- | ----- |
| 1    | Antonio Cairoli    | KTM      | 625   |
| 2    | Clément Desalle    | Suzuki   | 537   |
| 3    | David Philippaerts | Yamaha   | 502   |
| 4    | Maximilian Nagl    | KTM      | 498   |
| 5    | Steve Ramon        | Suzuki   | 491   |
| 6    | Tanel Leok         | Honda    | 356   |
| 7    | Xavier Boog        | Kawasaki | 337   |
| 8    | Ken de Dycker      | Yamaha   | 331   |
| 9    | Davide Guarneri    | Honda    | 290   |
| 10   | Evgeny Bobryshev   | Honda    | 270   |

#### Costruttori
| Pos. | Costruttore | Punti |
| ---- | ----------- | ----- |
| 1    | KTM         | 692   |
| 2    | Suzuki      | 625   |
| 3    | Yamaha      | 545   |
| 4    | Honda       | 483   |
| 5    | Kawasaki    | 420   |
| 6    | Aprilia     | 264   |
| 7    | TM          | 145   |
| 8    | Husqvarna   | 4     |

## MX2

### Calendario
| Prova | Data         | Gran Premio                       | Località            | Vincitore gara 1 | Vincitore gara 2 | Vincitore GP     |
| ----- | ------------ | --------------------------------- | ------------------- | ---------------- | ---------------- | ---------------- |
| 1     | 4 aprile     | Gran Premio di Bulgaria           | Sevlievo            | Marvin Musquin   | Marvin Musquin   | Marvin Musquin   |
| 2     | 11 aprile    | Gran Premio di Lombardia          | Mantova             | Marvin Musquin   | Marvin Musquin   | Marvin Musquin   |
| 3     | 25 aprile    | Gran Premio d'Olanda              | Valkenswaard        | Jeffrey Herlings | Jeffrey Herlings | Jeffrey Herlings |
| 4     | 9 maggio     | Gran Premio del Portogallo        | Águeda              | Marvin Musquin   | Marvin Musquin   | Marvin Musquin   |
| 5     | 16 maggio    | Gran Premio della Catalunya       | Bellpuig            | Ken Roczen       | Marvin Musquin   | Marvin Musquin   |
| 6     | 30 maggio    | Gran Premio degli USA             | Glen Helen          | Marvin Musquin   | Marvin Musquin   | Marvin Musquin   |
| 7     | 6 giugno     | Gran Premio di Francia            | Saint-Jean-d'Angély | Marvin Musquin   | Marvin Musquin   | Marvin Musquin   |
| 8     | 20 giugno    | Gran Premio di Germania           | Teutschenthal       | Marvin Musquin   | Ken Roczen       | Marvin Musquin   |
| 9     | 27 giugno    | Gran Premio di Lettonia           | Ķegums              | Marvin Musquin   | Jeffrey Herlings | Jeffrey Herlings |
| 10    | 4 luglio     | Gran Premio di Svezia             | Uddevalla           | Steven Frossard  | Ken Roczen       | Steven Frossard  |
| 11    | 1º agosto    | Gran Premio del Belgio            | Lommel              | Ken Roczen       | Jeffrey Herlings | Ken Roczen       |
| 12    | 8 agosto     | Gran Premio della Repubblica Ceca | Loket               | Ken Roczen       | Marvin Musquin   | Marvin Musquin   |
| 13    | 22 agosto    | Gran Premio del Brasile           | Campo Grande        | Ken Roczen       | Ken Roczen       | Ken Roczen       |
| 14    | 5 settembre  | Gran Premio del Benelux           | Lierop              | Gautier Paulin   | Ken Roczen       | Gautier Paulin   |
| 15    | 12 settembre | Gran Premio d'Italia              | Fermo               | Ken Roczen       | Ken Roczen       | Ken Roczen       |

### Classifiche

#### Piloti
| Pos. | Pilota              | Moto     | Punti |
| ---- | ------------------- | -------- | ----- |
| 1    | Marvin Musquin      | KTM      | 635   |
| 2    | Ken Roczen          | Suzuki   | 574   |
| 3    | Steven Frossard     | Kawasaki | 478   |
| 4    | Zach Osborne        | Yamaha   | 397   |
| 5    | Joël Roelants       | KTM      | 396   |
| 6    | Jeffrey Herlings    | KTM      | 391   |
| 7    | Arnaud Tonus        | Suzuki   | 390   |
| 8    | Shaun Simpson       | KTM      | 367   |
| 9    | Jérémy van Horebeek | Kawasaki | 365   |
| 10   | Paulin Gautier      | Yamaha   | 336   |

#### Costruttori
| Pos. | Costruttore | Punti |
| ---- | ----------- | ----- |
| 1    | KTM         | 701   |
| 2    | Suzuki      | 613   |
| 3    | Yamaha      | 533   |
| 4    | Kawasaki    | 525   |
| 5    | Honda       | 133   |
| 6    | TM          | 48    |
| 7    | Suter       | 19    |
| 8    | Husqvarna   | 0     |

## MX3

### Calendario
| Prova | Data        | Gran Premio                       | Località           | Vincitore gara 1 | Vincitore gara 2 | Vincitore GP   |
| ----- | ----------- | --------------------------------- | ------------------ | ---------------- | ---------------- | -------------- |
| 1     | 4 aprile    | Gran Premio del Portogallo        | Cortelha           | Carlos Campano   | Carlos Campano   | Carlos Campano |
| 2     | 11 aprile   | Gran Premio di Francia            | Castelnau-de-Lévis | Mickaël Pichon   | Mickaël Pichon   | Mickaël Pichon |
| 3     | 2 maggio    | Gran Premio d'Argentina           | La Rioja           | Alex Salvini     | Carlos Campano   | Carlos Campano |
| 4     | 23 maggio   | Gran Premio della Bulgaria        | Troyan             | Alex Salvini     | Carlos Campano   | Alex Salvini   |
| 5     | 30 maggio   | Gran Premio della Grecia          | Megalopolis        | Alex Salvini     | Alex Salvini     | Alex Salvini   |
| 6     | 13 giugno   | Gran Premio della Repubblica Ceca | Holiče             | Alex Salvini     | Carlos Campano   | Carlos Campano |
| 7     | 20 giugno   | Gran Premio della Slovacchia      | Sekenviče          | Carlos Campano   | Alex Salvini     | Carlos Campano |
| 8     | 4 luglio    | Gran Premio di Spagna             | La Bañeza          | Carlos Campano   | Alex Salvini     | Milko Potisek  |
| 9     | 11 luglio   | Gran Premio di Slovenia           | Orehova Vas        | Carlos Campano   | Carlos Campano   | Carlos Campano |
| 10    | 1º agosto   | Gran Premio di Germania           | Schwedt            | Milko Potisek    | Carlos Campano   | Carlos Campano |
| 11    | 22 agosto   | Gran Premio della Finlandia       | Vantaa             | Toni Eriksson    | Carlos Campano   | Carlos Campano |
| 12    | 5 settembre | Gran Premio della Svizzera        | Ginevra            | Julien Bill      | Julien Bill      | Julien Bill    |

### Classifiche finali

#### Piloti
| Pos. | Pilota           | Moto      | Punti |
| ---- | ---------------- | --------- | ----- |
| 1    | Carlos Campano   | Yamaha    | 526   |
| 2    | Alex Salvini     | Husqvarna | 502   |
| 3    | Matevz Irt       | Husqvarna | 376   |
| 4    | Martin Zerava    | Honda     | 348   |
| 5    | Milko Potisek    | Honda     | 290   |
| 6    | František Smola  | Suzuki    | 249   |
| 7    | Victor Arco      | Yamaha    | 247   |
| 8    | Petr Michaleć    | Honda     | 208   |
| 9    | Grégory Wicht    | Honda     | 178   |
| 10   | Michael Stauffer | KTM       | 87    |

#### Costruttori
| Pos. | Costruttore | Punti |
| ---- | ----------- | ----- |
| 1    | Yamaha      | 530   |
| 2    | Husqvarna   | 510   |
| 3    | Honda       | 454   |
| 4    | Suzuki      | 278   |
| 5    | KTM         | 243   |
| 6    | Kawasaki    | 162   |
| 7    | TM          | 75    |